# Французская женщина
«Французская женщина» (фр. Une femme française) — французский кинофильм режиссёра Режиса Варнье, получивший три приза Московского международного кинофестиваля в 1995 году.

## Сюжет
Главная героиня, которую играет Эммануэль Беар, в 1939 году вышла замуж за военного, кадрового офицера французской армии (Даниэль Отёй). Однако он почти никогда не бывает дома: Вторая мировая война, война в Алжире, война в Индокитае… Она не в силах переживать разлуку в одиночестве и начинает изменять мужу. Однако даже измены не приносят ей радости…

## В ролях
- Эммануэль Беар — Жеан
- Даниэль Отёй — Луи
- Жан-Клод Бриали — Арно
- Габриэль Барилли — Матье Беренс
- Валера Канищев — Вася

## Съёмочная группа
- Режиссёр: Режис Варнье
- Продюсер: Франсуа-Ксавьер Декраен
- Сценарист: Режис Варнье, Ален Ле Анри
- Композитор: Патрик Дойл
- Оператор: Франсуа Катонне